# Miah Dennehy
Pour les articles homonymes, voir Dennehy.
Jeremiah Dennehy, né le 29 mars 1950 à Cork en Irlande et mort dans la même ville le 10 novembre 2023, est un footballeur international irlandais.
Il joue au poste d'ailier dans différents clubs du championnat irlandais et anglais. Dennehy compte onze sélections en équipe nationale et y marque deux buts.

## Carrière

### En club
Dennehy est recruté chez les Cork Hibernians par le manager Amby Fogarty. Cependant, c'est avec son successeur, Dave Bacuzzi, qu'il devient un membre important de l'équipe victorieuse des Hibs au début des années 1970. Les Hibs remportent avec lui de nombreux trophées, tels le titre de champion d'Irlande en 1971. L'attribution du titre a lieu au terme d'un match de barrage puisque deux équipes ont terminé la compétition ex-æquo au nombre de points :  Cork Hibernians et les Shamrock Rovers ont chacun 35 points. Miah Dennehy marque deux des trois buts de son équipe lors de cette finale et l'emporte 3-1.
En 1972, il inscrit également un triplé lors de la finale de la FAI Cup en aidant Hibs à battre Waterford United. Il s'agit du premier « coup du chapeau » jamais réalisé en finale de la FAI Cup.
Le 29 septembre 1971, Dennehy marque pour les Hibs lors d'un match de Coupe d'Europe contre le Borussia Mönchengladbach. Les Hibs avaient déjà perdu le match à l'extérieur 5-0, puis le match à domicile 2-1, Dennehy inscrit le seul but des Hibs. Dennehy marque à nouveau lors d'une victoire à domicile au Flower Lodge contre Pezoporikos Larnaca en Coupe d'Europe des vainqueurs de coupe 1972-1973.
Au terme de sa carrière en Angleterre en novembre 1980, Dennehy revient au pays et joue quelques années dans différents clubs : il joue successivement pour Cork United, Waterford United, Limerick United, Drogheda United et Newcastle West avant de prendre sa retraite.
Miah Dennehy retourne vivre à Cork où il entraîne des équipes de football junior et joue au hurling pour St Vincent's GAA.
Le 17 août 2007, Dennehy est agressé à l'extérieur d'un pub, à Mayfield, dans le comté de Cork. Il séjourne quatre mois à l'hôpital universitaire de Cork, dont cinq semaines en soins intensifs. À partir de février 2008, il suit une thérapie à l'Institut national de rééducation de Dún Laoghaire.

### En équipe nationale
Entre 1972 et 1977, Miah Dennehy a fait 11 apparitions en équipe nationale irlandaise et marque deux buts.
Il a fait ses débuts internationaux lors de la Coupe de l'Indépendance brésilienne, alors qu'il jouait encore pour les Cork Hibernians. Le 18 juin 1972, il entre en jeu en tant que remplaçant lors d'une victoire 3-2 contre l'Équateur. C'est la première de ses sept apparitions en tant que remplaçant.
Il marque ses deux buts internationaux en 1973 : le premier, le 6 juin lors d'un match nul 1-1 à l'extérieur contre la Norvège ; puis, le 10 octobre, il marque l'unique but d'une victoire 1-0 contre la Pologne à Dalymount Park. Ces deux matches sont des matches amicaux. Il a fait sa dernière apparition pour l'Irlande lors d'un autre match amical contre la Pologne le 24 avril 1977.
Le 3 juillet 1973, à Lansdowne Road, Dennehy est entré en jeu en tant que remplaçant dans un onze des Shamrock Rovers, lors d'une défaite 4-3 contre le Brésil. Le onze des Rovers était en fait un onze « All-Ireland », qui comprenait à la fois des internationaux de la république d'Irlande et de l'Irlande du Nord.

## Palmarès
avec Cork Hibernians
- Championnat d'Irlande
  - Vainqueur en 1970-1971
- Coupe d'Irlande
  - Vainqueur en 1971-1972 et 1972-1973
- League of Ireland Shield
  - Vainqueur en 1970 et 1973
- Blaxnit Cup
  - Vainqueur en 1972
- Dublin City Cup
  - Vainqueur en 1971 et 1973

## Sources
- (en) Stephen McGarrigle, The Complete who's who of Irish international football : 1945-1996, Edimbourg, Mainstream Publishing, octobre 1996, 237 p. (ISBN 1-85158-894-9)